# Kevvo
Kevin Manuel Rivera Allende (Toa Baja, 10 de febrero de 1998), conocido artísticamente como Kevvo (estilizado en mayúsculas), es un rapero y compositor puertorriqueño de reguetón y trap latino. Ganó reconocimiento por la remezcla de su canción «105F» con la participación de Farruko, Chencho Corleone, Arcángel, Ñengo Flow, Darell, Myke Towers y Brytiago.

## Carrera musical
Desde pequeño se sintió atraído por la música, y en su infancia componía canciones. Comenzó su carrera musical con Pepe Quintana y su discográfica Visión Quintana Inc. En marzo de 2019 publicó el sencillo «5:12», que llegó a obtener cientos de miles reproducciones en la plataforma digital de YouTube y con el cual se dio a conocer en el ambiente de la música urbana. Posteriormente en el mes de abril estrenó los sencillos «O.V.E.R» y «Hptismo» con la colaboración de Ñengo Flow y Jukinao y Rastri.
En enero de 2020 estrenó la canción «Power» en compañía de Darell, Myke Towers y Jhay Cortez. En junio del mismo año, junto a Faraón Love Shady, publica el sencillo «Por el asterisco».

## Influencias musicales
Se inspiró en Cosculluela, Daddy Yankee, Arcángel, Ñengo Flow y Farruko, artistas con los que creció escuchando su música.

## Discografía
Álbumes de estudio
- 2021: Cotidiano[12]

## Premios y nominaciones
| Año  | Premio                   | Nominación a   | Categoría                    | Resultado | Ref.   |
| ---- | ------------------------ | -------------- | ---------------------------- | --------- | ------ |
| 2020 | Premios Tu Música Urbano | Él mismo       | Top urbano Puerto Rico       | Ganador   | [ 13 ] |
| 2020 | Premios Tu Música Urbano | «105F (Remix)» | Remix del año New Generation | Nominado  | [ 13 ] |